# Julia Medina
Julia Medina Martín (San Fernando, Cádiz; 27 de noviembre de 1994) es una cantante y compositora española, que saltó a la fama como participante de la 10ª edición del concurso Operación Triunfo en 2018, donde quedó en 5ª posición. También ha colaborado como segunda voz de la banda española de folk metal, Saurom.

## Biografía
Bajo la influencia de su madre, maestra de música en una escuela de San Fernando, Julia Medina empezó a colaborar con 13 años con un coro parroquial en su localidad natal, del que fue en múltiples ocasiones la voz principal. Posteriormente realizó actuaciones interpretando canciones en bares. En 2015 fue invitada por la agrupación gaditana de folk metal, Saurom, para hacer segunda voz y coros en algunas canciones de su álbum Sueños. En 2016, la agrupación le invitó a participar en el concierto de 20º aniversario de la banda, y que se grabó como CD y DVD, titulado 20...Al Mundo De Los Sueños. En 2017 fue invitada nuevamente por Saurom para participar en el evento acústico La Magia de la Luna.
Julia Medina saltó realmente a la fama en 2018, con su participación en el concurso de talentos español Operación Triunfo, donde llegó a la final quedando quinta. El recopilatorio que contiene sus covers interpretados durante el programa alcanzó la sexta posición en la lista semanal de discos más vendidos en España.
Tras su éxito en Operación Triunfo, la cantante obtuvo un contrato discográfico con Universal Music España, bajo el cual lanzó su primer disco de canciones inéditas No dejo de bailar en el mes de octubre siguiente. El álbum debutó en el número 3 en las listas de álbumes. No dejo de bailar contó con el apoyo de la gira del mismo nombre, que constó de once paradas por toda España.
En 2021 lanzó su segundo álbum de estudio, titulado Epicentro.En 2023 participó en el programa musical Dúos increíbles. En 2024 publicó su EP Compañera de viaje y participó en la undécima edición del programa Tu cara me suena quedando como tercera finalista.
Ha sido elegida para representar a la Estrella de la Ilusión en la Cabalgata de Reyes Magos de su tierra natal San Fernando junto con el cantante Fran Ocaña que encarnará al Rey Gaspar.

## Discografía

### Con Saurom
- 2015 – Sueños
- 2017 – 20...Al Mundo De Los Sueños

### Álbumes de estudio
- 2019 – No dejo de bailar
- 2021 – Epicentro[15]

### Recopilatorios
- 2019 – Sus canciones

### Sencillos
- 2019 – Dime
- 2020 - No me despedí
- 2020 - No hablan más de tí
- 2021 - Qué será de mí
- 2023 - Cara B
- 2023 - Adiós[13]
- 2024 - Espacio
- 2024 - Brujería

### EP
- 2024 - Compañera de viaje[14]

## Giras
- 2020 - Gira No dejo de bailar
- 2022 - Epicentro